# Heterodontus francisci
El suño cornudo o tiburón puerco  (Heterodontus francisci) es una especie de elasmobranquio heterodontiforme de la familia Heterodontidae. Es un pequeño tiburón que puede alcanzar un tamaño de 122 cm y es marrón con puntos negros. 
Se le encuentra en California central, en el Mar de Cortés, México, y probablemente también en Ecuador y Perú.

## Historia natural

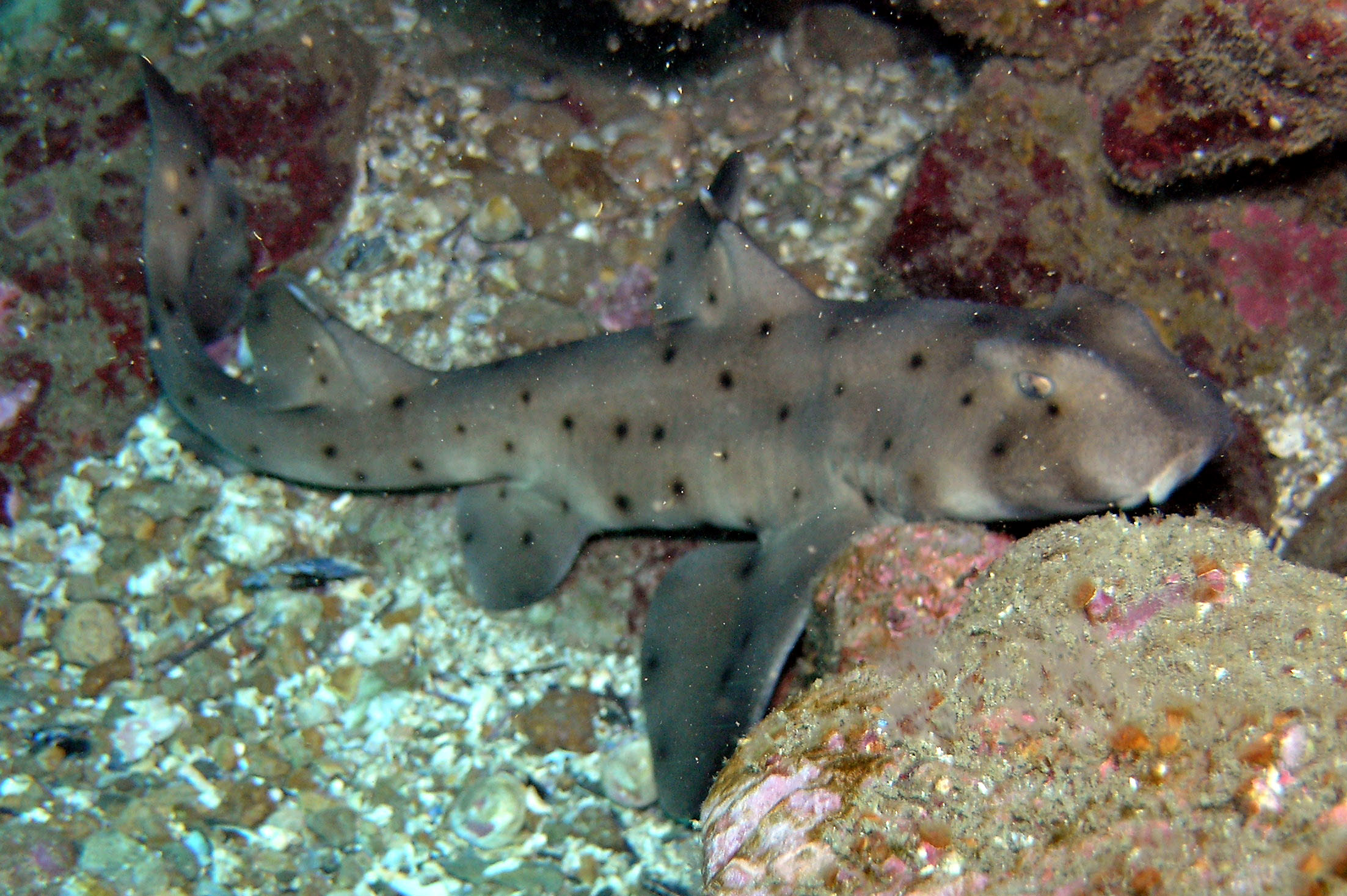
Los tiburones cuernos descansan durante el día y solo se activan por la noche.

Es sobre todo nocturno, permanece poco activo durante el día. Puede morder si se le acosa. Su hábitat incluye los arrecifes, bosques de algas, rocas, y cavernas en un rango de profundidad que va de los 2 a los 150 m. 
Los adultos tienden a volver al mismo punto de descanso cada día. Se alimenta de invertebrados, sobre todo de erizos de mar, cangrejos, probablemente abulones, y otros peces. El suño cornudo es ovíparo, pone huevos de 12 a 14 cm de largo con forma de espiral que pueden encontrarse flotando en la orilla de la playa.

## Imágenes

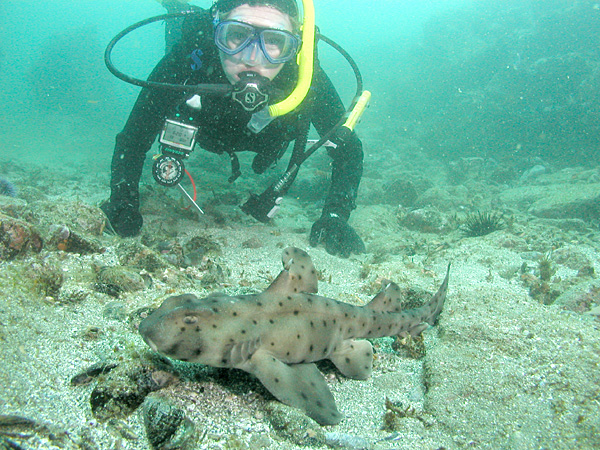
Buzo y suño cornudo, Isla Anacapa, California, EEUU.
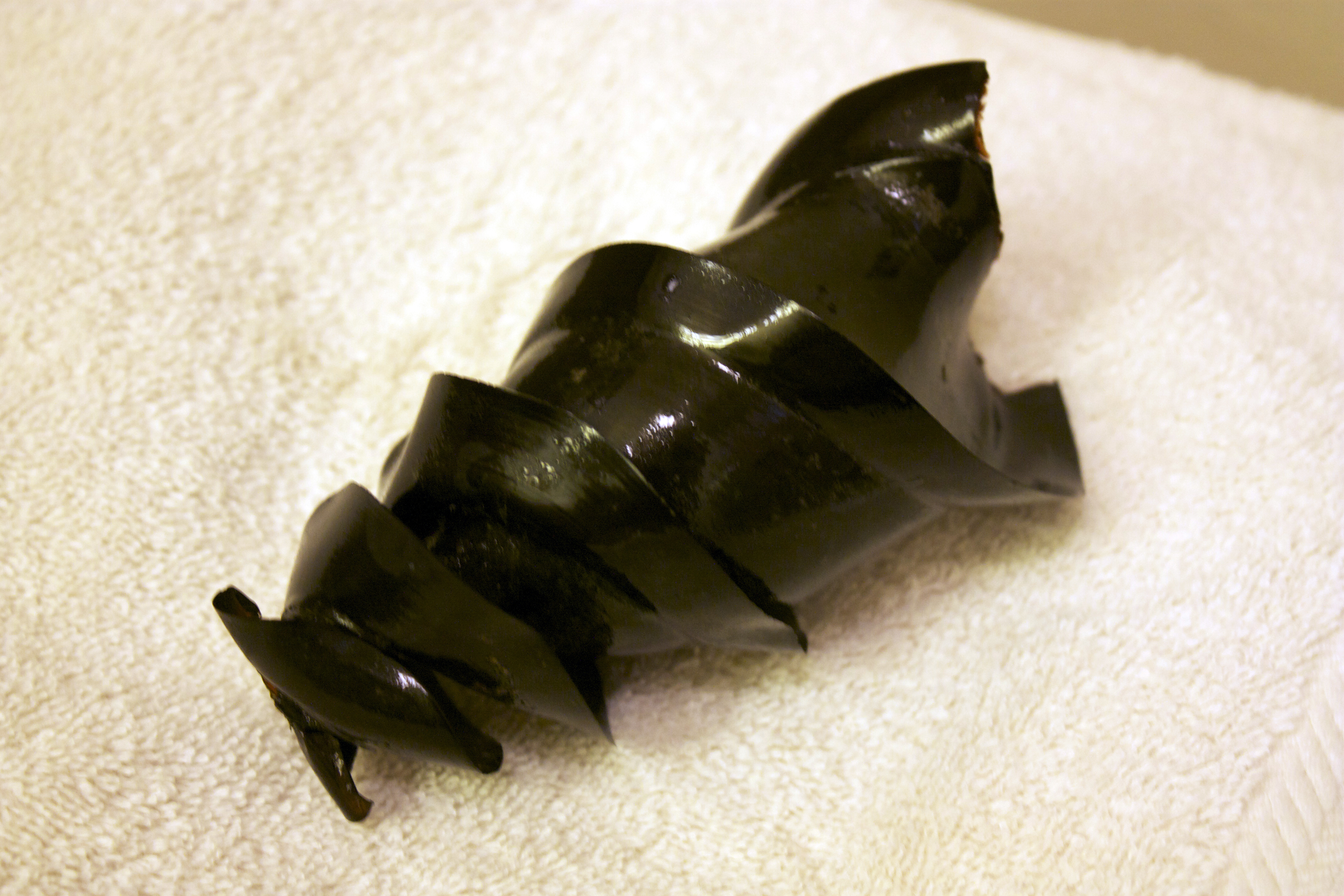
Cubierta del huevo.